# Dāvis Lejasmeiers
Dāvis Lejasmeiers (Ventspils, 8 aprile 1991) è un ex cestista lettone.

## Palmarès
- Campionato lettone: 1

Ventspils: 2013-14
- Campionato svedese: 1

Södertälje: 2015-16
- Lega Baltica: 1

Ventspils: 2012-13